# Dick Cavett
Dick Cavett est un animateur et présentateur de télévision, né le 19 novembre 1936 à Gibbon, Nebraska (États-Unis).

## Biographie
Il a entre autres interviewé Marlon Brando, Paul Simon, Paul Newman,Ingmar Bergman, John Lennon, Mick Jagger, David Bowie, ABBA, Yoko Ono, George Harrison, Jimi Hendrix, Gore Vidal, Truman Capote, Roman Polanski, Oscar Peterson, Lauren Bacall, Mohamed Ali, Joe Frazier, Alain Delon, Sophia Loren, Jean-Luc Godard, Lillian Gish, Groucho Marx, Woody Allen, Katharine Hepburn, Jeanne Moreau, Bette Davis mais également dans la même émission  Gloria Swanson et Janis Joplin  en 1970. Le Dick Cavett Show remporte deux Emmy Awards en 1972 et 1974.

## Filmographie

### Télévision
- 1973 : Nightside : Dick Cavett
- 1974 : Feeling Good (série télévisée) : Host
- 1977 : A Very Special Place
- 1956 : The Edge of Night (série télévisée) : Moe Everhardt (1983)
- 1983 : Cheers (série télévisée): saison 2 épisode, lui-même
- 1987 : Invisible Thread
- 1964 : Another World (série télévisée) : Oliver Twist (hypnotist / magician) (1988)
- 1997 : Elvis Meets Nixon : Narrator

### Cinéma
- 1988 : Beetlejuice (Beetle Juice) : Bernard
- 1991 : Year of the Gun, l'année de plomb : Ben Gershon
- 1996 : Good Money : Doug
- 2005 : Duane Hopwood : Fred